# Caroline Ford
Pour les articles homonymes, voir Ford.
Caroline Ford est une actrice anglaise, née le 13 mai 1988 à Chorleywood (Angleterre).

## Biographie
Elle obtient un master en Histoire à l'Université de St Andrews. Elle étudie à la Royal Academy of Dramatic Art. Elle est mariée a l'acteur Freddy Carter lui aussi acteur depuis le 3 décembre 2022.

## Filmographie
- 2010 : Casualty (série télévisée) : Miriam Cresswell (épisode 1)
- 2012 : Lake Placid: The Final Chapter : Elaine
- 2013 : The Callback Queen : Maxine
- 2014 : Sleepy Hollow (série télévisée) : Lilith (1 épisode: "Heartless")
- 2014 : Hieroglyph : Peshet
- 2015 : Criminals : Rochelle
- 2015 : Once Upon a Time : Nimue (3 épisodes)
- 2017 : Zoé et Raven : Sam (saison 1 - 10 épisodes)
- 2018 : Nekrotronic : Molly
- 2018 : Carnival Row : Sophie Longerbane[3]